# 圣胡安德格雷多斯
圣胡安德格雷多斯，是西班牙卡斯蒂利亚-莱昂阿维拉省的一个市镇。总面积96平方公里，总人口377人（2001年），人口密度4人/平方公里。